# Olympische Jugend-Sommerspiele 2010/Teilnehmer (Seychellen)
| Gelbes Symbol für Goldmedaillen mit stilisierten Olympischen Ringen | Graues Symbol für Silbermedaillen mit stilisierten Olympischen Ringen | Braundes Symbol für Bronzemedaillen mit stilisierten Olympischen Ringen |
| ------------------------------------------------------------------- | --------------------------------------------------------------------- | ----------------------------------------------------------------------- |
| —                                                                   | —                                                                     | —                                                                       |

Die Jugend-Olympiamannschaft der Seychellen für die I. Olympischen Jugend-Sommerspiele vom 14. bis 26. August 2010 in Singapur bestand aus vier Athleten.

## Athleten nach Sportarten

### Badminton
Jungen
- Kervin Ghislain
Einzel: 25. Platz

### Boxen
Jungen
- Stan Nicette
Bantamgewicht: 6. Platz

### Leichtathletik
Mädchen
- Marie-Michelle Athanase
200 m: 14. Platz

### Schwimmen
Mädchen
- Shannon Austin
200 m Freistil: 33. Platz
400 m Freistil: 23. Platz